# Колбанов, Иван Александрович
Иван Александрович Колбанов (1910, Николаев, Херсонская губерния, Российская империя — 1972 Николаев, Украинская ССР, СССР) — советский футболист, нападающий и тренер. Заслуженный тренер СССР.

## Игровая карьера
В 1936—1938 годах защищал честь николаевского Завода им. А. Марти, «Судостроителя» и «Динамо». В 1938 году у николаевского «Динамо» было сотрудничество с «Динамо» одесским. Благодаря этому Иван Колбанов вместе с Иваном Ищенко были приглашены в Одессу. В одесском «Динамо» Колбанов провёл 8 матчей в высшей лиге чемпионата СССР. В следующем году вернулся в Николаев.

## Тренерская карьера
С 1953 года на тренерской работе. Тренировал николаевский «Авангард» 1953—1959 года, в том числе 1954—1956 года как старший тренер. С 1960 по 1972 год тренировал юношеские команды «Судостроителя». В 1964 году под его управлением юношеская команда «корабелов» стала чемпионом Украины. В следующем году эта команда заняла пятое место в чемпионате СССР. Работая с детскими командами, воспитал игроков Александра Кималова, Виктора Карлаша, Евгению Даннекер, Анатолия Бойко, Александра Патрашко.